# De wezelkennis
Heer Bommel en de wezelkennis of verkort De wezelkennis is het 95ste verhaal uit de Bommelsaga, geschreven en getekend door Marten Toonder. Het verhaal verscheen voor het eerst op 31 juli 1961 en liep tot 17 oktober van dat jaar. Thema: Misbruik van vertrouwen. Het verhaal heeft overeenkomsten met De knollengaard uit 1954, en met De stamboom uit 1970.

## Samenvatting
Tom Poes ontmoet toevallig een persoon die beweert graaf Edelhart van Wezel te zijn. Hij weet binnen Bommelstein binnen te komen en het vertrouwen van heer Bommel te winnen als zijnde een vergeten familielid. 
De kasteelheer is maar wat blij met zijn verwantschap aan een echte graaf. Heer Bommel wil desgevraagd geen testament opmaken omdat hij daar slechte herinneringen aan heeft. Neef Edelhart vertrekt nu onder de belofte de stamboom van hen beiden nader uit te laten zoeken. 
Terug op Bommelstein biedt de postbode een gezegelde brief aan voor Edelhart, graaf van Wezel. De inhoud jaagt hem grote schrik aan. Niet Edelhart, maar heer Bommel is van de rechte tak. Heer Bommel zet vergenoegd zijn handtekening onder de documenten, die tevens bij kinderloos overlijden alsnog Edelhart als erfgenaam aanwijzen. Maar omdat nu ook de bankrekening van Edelhart aan heer Bommel is toegevallen, heeft de eerste een probleem. Hij leent met enige moeite 20.000 florijnen contant. Tom Poes vindt het verdacht. 
Edelhart heeft inderdaad boze plannen en tracht heer Ollie tot roekeloosheid aan te zetten, maar iedere liquidatiepoging mislukt. Steeds andere listen brengen het tweetal ten slotte naar een gebied rond een vergeten fort aan de grens, Edelhart stelt dit grensfort Gruwelsteen voor als het stamslot van het geslacht Van Wezel. Door een list van Tom Poes moet Edelhart daar later blijven, terwijl heer Bommel 'vrijuit' gaat, en Edelhart geen erfgenaam meer is. 